# Monts (Oise)
Monts é uma comuna francesa na região administrativa de Altos da França, no departamento de Oise. Estende-se por uma área de 3,67 km². Em 2010 a comuna tinha 173 habitantes (densidade: 47,1 hab./km²).